# Good Karma
Good Karma je deseti studijski album švedskog sastava Roxette. Album je 3. lipnja 2016. objavila diskografska kuća Parlophone. Ovo je prvi album snimljen pod pokroviteljstvom Parlophoneove krovne tvrtke, Warner Music Group. "It Just Happens" je prvi objavljeni singl s albuma; bio je objavljen 8. travnja 2016. U pogledu albuma, Per Gessle je komentirao: "Na novoj ploči, htjeli smo kombinirati naš stari Roxette zvuk s modernom i pomalo nepredvidljivom produkcijom kako bismo stvorili ozvučje gdje možete prepoznati naš stari zvuk i pronaći nešto novo."
Duet je planirao promociju albuma zajedno s turnejom RoXXXette 30th Anniversary Tour, koja je trebala započeti 3. lipnja 2016., no turneja je bila otkazana zato što su glavnu pjevačicu Marie Fredriksson liječnici savjetovali da ne ide na turneju iz zdravstvenih razloga. Marie se obratila svojim obožavateljima zahvaljujući se na lijepim željama rekavši da ona
"jednostavno nije dovoljno jaka za turneju ali da se raduje objavi novog albuma".

## Recenzije
Njemački novine Mittelbayerische Zeitung okarakterizirale su album kao "impresivan", posebice hvaleći skladbe "Why Don'tcha?" i "From a Distance".
Markus Larsson, novinar najvećih švedskih novina Aftonbladet, pohvalio je album govoreći da bi zadnja pjesma na albumu "April Clouds" bilo predivno "zbogom" i da bi ovaj album trebao biti zadnji album ovog dvojca.

## Popis pjesama
Sve tekstove je napisao Per Gessle, osim pjesama "Good Karma", "You Make It Sound So Simple" i "20 BPM" koje je napisao zajedno s Addeboy vs Cliff, kao i pjesme "You Can't Do This to Me Anymore" koju je napisao zajedno s Matsom Perssonom. 
| 1.    | »Why Dontcha?«                    | 2:46 |
| 2.    | »It Just Happens«                 | 3:46 |
| 3.    | »Good Karma«                      | 3:19 |
| 4.    | »This One«                        | 3:12 |
| 5.    | »You Make It Sound So Simple«     | 3:42 |
| 6.    | »From a Distance«                 | 3:31 |
| 7.    | »Some Other Summer«               | 3:09 |
| 8.    | »Why Don't You Bring Me Flowers?« | 3:32 |
| 9.    | »You Can't Do This to Me Anymore« | 3:50 |
| 10.   | »20 BPM«                          | 3:48 |
| 11.   | »April Clouds«                    | 3:30 |
| 38:01 |                                   |      |